# Георгиев-Зубата, Иван
Иван Георгиев-Зубата (болг. Иван Георгиев – Зъбата; 13 апреля 1933, Варна, Третье Болгарское царство — 2 февраля 2008, Варна, Болгария) — болгарский художник-маринист, график, мореплаватель. Почётный гражданин Варны.
Окончил Высшее военно-морское училище имени Николы Вапцарова, работал механиком на кораблях пароходства „Болгарский морской флот“.
Первые уроки живописи получил под руководством художника Константина Штыркелова и Чанко Петрова.
Автор ряда полотен в жанре марина.
Работы художника ныне хранятся в галереях Болгарии, Польши, Германии, Голландии, Украины, Австрии, Чехии и др.
Был в числе основателей яхт-клуба „Порт Варна“.